# Tub Girls
Tub Girls (de 1967) é um filme experimental dirigido por Andy Warhol.
Os seis rolos de filme consistem em Viva, uma das "super-estrelas" de Andy Warhol, nua em uma banheira com diversas outras "super-estrelas" de Warhol, como Abigail Rosen, Brigid Berlin, Alexis de la Falaise, e outras.
Abigail Rosen é célebre também por ter sido a primeira porteira do Max's Kansas City.